# 敢不敢爱
《敢不敢爱》是中国大陆男歌手胡歌为2D大型多人在线角色扮演游戏《梦幻诛仙》所唱的主题歌，孙艺、王堬作词，编曲翟松，制作人许经纶，时长3分53秒。MV中，刘诗诗（演柳潇潇）、郭晓婷（演琉璃）、唐嫣（演花弄影）、袁弘（演七杀）、胡歌（演陈御风）参演。

## 播出
该歌曲推出之后，在新浪等媒体试听超过数十万次，下载量超过十万次，是10月最佳新曲第一名；百度MP3新歌TOP100上居第一名长达4周，之后在第五名位置徘徊。

## 相关歌曲
- 《诛仙恋》
- 《诛仙我回来》
- 《情醉》
- 《爱恨恢恢》
- 《相思引》
- 《青春不下线》